# Incidente de Marzo
El llamado Incidente de Marzo (三月事件 Sangatsu Jiken?) fue una conspiración e intento de golpe de Estado que se llevó a cabo en Japón en marzo de 1931. Su objetivo era derrocar al Gobierno y sustituirlo por otro que se mostrase favorable a la ocupación de Manchuria. El líder de esta intentona fue el general Kuniaki Koiso, posteriormente primer ministro de Japón desde el 22 de julio de 1944 al 7 de abril de 1945.

## Antecedentes e historia
El inicio del Incidente de marzo de 1931 se remonta al otoño de 1930, con la fundación Sakurakai por el teniente coronel Kingoro Hashimoto y el capitán Isamu Chō del Ejército Imperial Japonés. La flor de cerezo simbolizaba el sacrificio y era un símbolo utilizado por los militares para representar la vida fugaz de un soldado. El objetivo declarado del Sakurakai era la reforma política mediante la eliminación de la política de partidos corruptos y el establecimiento de un gobierno socialista totalitario dirigido por militares. El nuevo gobierno libraría al país de políticas corruptas, la distribución injusta de la riqueza en el zaibatsu y las influencias degenerativas que corrompían la moral pública de Japón.
Después del intento de asesinato del primer ministro Osachi Hamaguchi, el príncipe Saionji Kinmochi (el último genrō) y el guardián del Sello Privado Makino Nobuaki consideraron recomendar al general Kazushige Ugaki para el puesto de primer ministro. Sin embargo, más tarde decidieron que un candidato civil sería lo mejor para Japón en ese momento. Este cambio indignó a la facción militarista dentro del Ejército Imperial Japonés, y varios generales importantes hicieron un llamado a Hashimoto y su Sakurakai para planificar un golpe de Estado para llevar a Ugaki al poder.
El plan de Hashimoto constaba de tres fases:
1. Se instigarían disturbios masivos en Tokio, lo que obligaría al gobierno a desplegar a las tropas y proclamar la ley marcial.
2. El Ejército Imperial Japonés ejecutaría un golpe de Estado y tomaría el poder.
3. Se formaría un nuevo Gabinete bajo la presidencia del entonces Ministro de Guerra, el general Kazushige Ugaki.

El proyecto fue respaldado por una donación de 200.000 yenes por Yoshichika Tokugawa, miembro ultraderechista de la Cámara de los Pares, hijo del último daimyō de Nagoya, fundador del Museo de Arte de Tokugawa, y primo hermano del emperador Shōwa.
Las organizaciones civiles ultraderechistas lideradas por Kanichiro Kamei y Shūmei Ōkawa fomentaron una conmoción fuera del Edificio de la Dieta en Tokio a fines de febrero de 1931. Sin embargo, debido a las dificultades logísticas, la perturbación no logró atraer a suficientes personas, y el motín esperado no se produjo. Hashimoto consultó a Ōkawa, quien escribió a Ugaki el 3 de marzo de 1931 explicando el complot y exigiendo la convocatoria de tropas y la acción por parte del general. Ugaki, tibio desde el principio o temiendo un cambio después de ver que los disturbios no pudieron desarrollarse en febrero, se negó a cooperar. Tenía la esperanza de convertirse en el jefe del partido Rikken Minseitō, y por lo tanto tenía la oportunidad de convertirse en primer ministro por medios legales en lugar de un golpe de Estado. También es probable que Ugaki previera que una dictadura militar alienaría a sectores poderosos de la élite japonesa (burócratas, nobles de la corte, industriales zaibatsu, etc.) cuyo apoyo necesitaría en caso de una guerra total.
Los conspiradores intentaron nuevamente iniciar una revuelta el 17 de marzo de 1931 (dos días antes de que se llevara a cabo el golpe de Estado planeado), pero nuevamente los 10 000 manifestantes proyectados no se materializaron, y los líderes fueron arrestados esta vez y todo el asunto desmontado.

## Consecuencias
Ugaki intervino para silenciar todo el asunto y se aseguró de que los conspiradores recibieran castigos muy moderados. Esto alentó más intentos por parte de elementos del ejército para intervenir en la política, y también fue para contaminar el intento de Ugaki por el cargo de primer ministro en el futuro. Sin desanimarse por su fracaso, Hashimoto intentó derrocar al gobierno nuevamente siete meses después en el Incidente de los Colores Imperiales de octubre de 1931.